# جی. جی. بالارد
جیمز گراهام بالارد (به انگلیسی: James Graham Ballard) (زاده ۱۵ نوامبر ۱۹۳۰ – درگذشته ۱۹ آوریل ۲۰۰۹) مشهور به جِی. جی. بالارد (به انگلیسی: J. G. Ballard) رمان‌نویس انگلیسی بود.

## زندگی‌نامه
بالارد در سال ۱۹۳۰ در بندر شانگهای چین به دنیا آمد. پدرش در آن زمان در چین تجارت می‌کرد. در دوران جنگ جهانی دوم که ژاپنی‌ها چین و بندر شانگهای را تصرف کردند، خانواده بالارد را نیز دستگیر کردند و بعد از حمله به پرل‌هاربر در سال ۱۹۴۱ آن‌ها را به اردوگاه اسرای غیرنظامی فرستادند. پس از تسلیم ژاپن خانواده بالارد را آزاد کردند و همه آن‌ها در سال ۱۹۴۶ به انگلیس برگشتند.
وی را یکی از نویسندگان گونهٔ ادبیات پادآرمانشهری (Dystopian literature) می‌دانند. مشهورترین رمان او تصادف است که در آن توانایی انسانی در نابودی خودش به‌وسیلهٔ فناوری ساختهٔ خودش در طی فرایند مکانیکی‌سازی جهان با استفاده از خودروها به‌عنوان نمادها، به نمایش گذاشته می‌شود. در این داستان شخصیت اصلی - که نامش بالارد است - در فرایندی وسواس‌گونه، به شدت جنسی-روانی و خشن حول محور اصلی تصادف خودرو به عنوان تخلیهٔ انرژی جنسی، درگیر می‌گردد.
همچنین، رمان «تصادف» توسط دیوید کراننبرگ - کارگردان کانادایی - به فیلمی جنجالی به همین نام تبدیل شده‌است.

### رمان
- تصادف (۱۹۷۳)
- جزیرهٔ بتون (۱۹۷۴)
- برج (۱۹۷۶)
- امپراتوری خورشید (۱۹۸۴)
- شبهای کوکائین (۱۹۹۶)

### مجموعه داستان کوتاه
- صدای زمان و داستان‌های دیگر (۱۹۶۲)
- بیلنیوم (۱۹۶۲)
- مرد ناممکن (۱۹۶۶)
- کابوس چهاربعدی (1977)

### ترجمه شده به فارسی
- بُرج، ترجمهٔ ع.ا. بهرامی، تهران، نشر چشمه، چاپ اول، ۱۳۸۰. ISBN 964-362-017-4.
- منطقهٔ مصیبت‌زده (شهر)، ترجمهٔ علی اصغر بهرامی، تهران، جوانهٔ رشد، چاپ اول، ۱۳۸۰. ISBN 964-7475-02-0.
- امپراتوری خورشید
- کابوس چهاربعدی، ترجمه علی اصغر بهرامی، نشر چشمه، چاپ اول 1390. ISBN 978-964-362-749-2